# Ayal Dagnachew
Ayal Dagnachew (* 18. Januar 2002) ist eine äthiopische Leichtathletin, die sich auf den Mittelstreckenlauf spezialisiert hat.

## Sportliche Laufbahn
Erste internationale Erfahrungen sammelte Ayal Dagnachew im Jahr 2021, als sie bei den U20-Weltmeisterschaften in Nairobi in 2:02,96 min die Goldmedaille im 800-Meter-Lauf gewann. Im Jahr darauf gewann sie dann bei den Afrikameisterschaften in Port Louis in 4:16,45 min die Bronzemedaille im 1500-Meter-Lauf hinter den Kenianerinnen Winny Chebet und Purity Chepkirui.
2022 wurde Dagnachew äthiopische Meisterin im 1500-Meter-Lauf.

## Persönliche Bestzeiten
- 800 Meter: 2:02,94 min, 19. August 2021 in Nairobi
- 1500 Meter: 3:58,87 min, 31. Mai 2022 in Ostrava
  - 3000 Meter (Halle): 8:41,32 min, 14. Februar 2022 in Val-de-Reuil